# Calycopis cecrops
Calycopis cecrops ist ein Schmetterling (Tagfalter) aus der Familie der Bläulinge (Lycaenidae).

## Beschreibung

### Falter
Die Flügelspannweite der Falter beträgt 24 bis 30 Millimeter. Die Oberseite der Vorderflügel ist braun und schwach metallisch bläulich schimmernd überstäubt, während die ebenfalls braunen Hinterflügel eine etwas stärker ausgeprägte metallisch bläulich glänzende Überstäubung zeigen. Die Unterseiten sämtlicher Flügel haben eine graubraune Farbe und sind in der Postdiskalregion mit einer orangeroten Binde versehen, die auf den Hinterflügeln besonders kräftig und teilweise gezackt ausgebildet ist. Richtung Außenrand wird diese Binde von einer dünnen schwarzen und einer direkt anschließenden weißen Linie begrenzt. In der Submarginalregion befinden sich mehrere Augenflecke, wobei ein bläulicher sowie ein großer schwarzer, leicht orange gerandeter deutlich hervortreten. In der Nähe des Analwinkels befinden sich zwei Schwänzchen. 

### Ei
Die weißlichen Eier sind mit vielen kleinen Vertiefungen versehen und werden einzeln an der Unterseite von meist welken Blättern der Nahrungspflanze abgelegt.

### Raupe
Ausgewachsene Raupen haben eine olivgrüne Grundfärbung, eine blaugrüne Rückenlinie sowie einzelne schwarzbraune Haare.

### Puppe
Die Puppen sind hellbraun und zeigen diverse schwarze Flecke.

### Ähnliche Arten
Bei Calycopis isobeon ist der große dunkle Augenfleck auf der Unterseite der Hinterflügel etwa je zur Hälfte schwarz und orangerot gefärbt und die orangerote Postdiskalbinde ist schmal.

## Verbreitung und Lebensraum
Calycopis cecrops kommt in den östlichen und südöstlichen Bundesstaaten der USA von New  York bis Florida vor. Die Art lebt bevorzugt in offenen, trockenen Busch- und Waldlandschaften.

## Lebensweise
In den nördlichen Vorkommensgebieten entwickeln sich zwei Generationen im Jahr. In Florida werden mehrere aufeinander folgende Generationen ohne Unterbrechung gebildet. Die Falter saugen gerne an Blüten und feuchten Erdstellen. Zur Abwehr von Feinden bewegen sie die Flügel, sodass die hinten liegenden Augenflecke und Schwänzchen einen Kopf vortäuschen. Attackiert ein Fressfeind diesen Bereich, können die Falter mit geringer Beschädigung nach vorne entkommen. Erwachsene Raupen ernähren sich meist von welken Blättern von Sumachgewächsen (Anacardiaceae), Gagelstrauchgewächsen (Myricaceae) oder Wolfsmilchgewächsen (Euphorbiaceae).